# Tepljuh
Tepljuh je naselje u sastavu Grada Drniša, u Šibensko-kninskoj županiji. Nalazi se oko 7 kilometara sjeveroistočno od Drniša, u sjeverozapadnom dijelu Petrova polja, podno Promine.

## Povijest
Tepljuh se od 1991. do 1995. godine nalazio pod srpskom okupacijom.

## Stanovništvo
Prema popisu iz 2011. godine naselje je imalo 121 stanovnika.
| broj stanovnika | 456   | 461   | 438   | 514   | 625   | 659   | 535   | 567   | 514   | 536   | 571   | 485   | 429   | 433   | 149   | 121   | 103   |
|                 | 1857. | 1869. | 1880. | 1890. | 1900. | 1910. | 1921. | 1931. | 1948. | 1953. | 1961. | 1971. | 1981. | 1991. | 2001. | 2011. | 2021. |

## Vanjske poveznice
|  | Zajednički poslužitelj ima još gradiva o temi Tepljuh |

|  | Portal Hrvatske – Pristup člancima s tematikom o Hrvatskoj. |